# Online City Wuppertal
Folgende Verbesserungen wären gut:
- Benutzer:-wuppertaler will sich kurzfristig diesen Artikel vornehmen, siehe Benutzer:-wuppertaler/Online City Wuppertal. Atamari (Diskussion) 11:05, 12. Aug. 2019 (CEST)

Die Online City Wuppertal (OCW) ist ein bundesweites Pilotprojekt zur Verknüpfung des stationären Einzelhandels mit dem Online-Handel. Das Projekt ist 2014 mit dem Ziel gestartet, den lokalen Einzelhandel im Zeitalter der Digitalisierung zukunftsfähig zu machen.

## Definition
Die Online City Wuppertal ist 2014 als bundesweites Pilotprojekt an den Start gegangen. Hintergrund ist das veränderte Konsumverhalten und die Konkurrenz großer Online-Shops. Die Digitalisierung soll nicht als Gefahr für den Einzelhandel, sondern als Chance begriffen werden. Die Idee: ein lokaler Online-Marktplatz, auf dem die städtischen Einzelhändler und Dienstleister gemeinsam ihre Waren und Dienstleistungen anbieten. Somit bekommen Händler die Möglichkeit, ihre Produkte nicht nur bei sich im Laden, sondern auch im Internet anzubieten. Dadurch wird ein zusätzlicher Vertriebsweg geschaffen, denn viele, vor allem kleine und inhabergeführte Läden, waren bis dahin kaum in Online-Shops aktiv.

## Geschichte

### Erste Förderung
Nach dem Start 2014, der von einem großen Medienecho begleitet wurde, folgte in den nächsten Jahren die Aufbauarbeit. Mehr und mehr Einzelhändler und Dienstleister wurden akquiriert, um das Angebot auf der Internetplattform auszuweiten. Die technische Infrastruktur wird dabei von der Atalanda GmbH bereitgestellt, die als Projektpartner gewonnen werden konnte.
Gefördert wurde die Online City Wuppertal in der Startphase durch das Forschungsprogramm „ExWoSt“ (Experimenteller Wohnungs- und Städtebau) des Bundesministeriums für Innern, für Bau und Heimat (BMI).
Im September 2015 eröffnete in der Wuppertaler Rathaus Galerie das „talKONTOR“. Dieses stationäre Ladenlokal diente einerseits als Ausstellungsfläche für Online-Händler sowie als Abholstation für online bestellte Waren. Dafür wurde der deutschlandweit erste Drive-in-Schalter an einem Shopping-Center geschaffen. Dieses auch als „Retail Lab“ bezeichnete Ladenlokal wurde zudem als „Versuchslabor“ genutzt: Hier konnten digitale Technologien wie Beacons oder iPad-Kassensysteme ausprobiert werden, um den Händlern die Möglichkeit zu geben, diese technischen Systeme kennenzulernen.
Diese Phase wurde intensiv durch Andreas Haderlein, einen der Vordenker des Multi-Channel-Handels, begleitet. Die Ergebnisse aus dem Projekt sind in Haderleins Studie „LOCAL COMMERCE: Wie Städte und Innenstadthandel die digitale Transformation meistern“ nachzulesen.

### Zweite Förderung
2017 wurde die Online City Wuppertal unter dem Projektnamen F.O.R.U.M. (Förderung von Organisationsstrukturen zur Revitalisierung urbaner Lebensräume durch Multi-Channel-Handel) durch Händler, Dienstleister und ein Projektteam der Wirtschaftsförderung Wuppertal weitergeführt. Im Rahmen des Projektaufrufes „Digitalen und stationären Einzelhandel zusammendenken“ des Landes NRW erhielt das Projekt eine zweite Förderung. 350.000 Euro standen für zwei Jahre zur Verfügung. Diese Summe kam zur Hälfte vom Land. 175.000 Euro stellten Händler und Projektpartner als Eigenmittel zur Verfügung. Mithilfe dieser Mittel wurden Marketing-Maßnahmen entwickelt, um die Bekanntheit der OCW zu steigern. Händler und Dienstleister besuchten zudem gemeinsame Schulungen zum Thema eCommerce.
Im Juli 2019 übergab die Wirtschaftsförderung das Projekt an den Verein talMARKT – Online City Wuppertal e. V. Dieser wurde bereits 2016 gegründet, um die Interessen der Online-City-Teilnehmer nachhaltig zu vertreten. Der talMARKT besteht aus Einzelhändlern, Einzelhändlerinnen und Dienstleistern, die die Arbeit ab Sommer 2019 übernehmen. In Zusammenarbeit mit der Atalanda GmbH, die die Online-Plattform betreut, wird der talMARKT für das Marketing der OCW verantwortlich sein.
Zahlreiche Städte folgten dem Wuppertaler Beispiel und entwickelten ebenfalls in Zusammenarbeit mit atalanda lokale Online-Marktplätze. So zum Beispiel Bochum, Göppingen, Heilbronn und Hamburg. Inzwischen betreibt atalanda auch Online-Marktplätze nach diesem Modell in Österreich, der Schweiz und Luxemburg.

## Angebot
Mitte 2019 sind über 60 Einzelhändler, Dienstleister und Gastromen bei der Online City Wuppertal aktiv. Der Online-Shop wird durch den externen Dienstleister, die Atalanda GmbH, betreut. Auf der Internetplattform können Händler sich, ihren Laden und ihre Waren vorstellen. Das Sortiment umfasst Lebensmittel, Bücher, Tierbedarf, Mode, Schmuck, Geschenkartikel und vieles mehr. Über eine Million Produkte werden auf der Online-Plattform geführt. Auch Dienstleister bieten ihre Services an, zum Beispiel im Bereich Carsharing oder Schlüsseldienst.
Kunden haben die Möglichkeit über gezielte Suchangaben die gewünschten Produkte zu finden. Auch Tickets können über das Portal bestellt werden. Zudem gibt es häufig Rabattaktionen und Online-Gutscheine. Die Produkte können rund um die Uhr bestellt werden. Wenn Kunden bis 16:30 Uhr online bestellen, werden die Waren in der Regel noch am selben Tag geliefert. Alternativ können bestellte Produkte im Laden abgeholt werden.

## Online-Aktionen
Im Online-Shop gibt es immer wieder Aktionstage, zum Beispiel an Ostern oder Valentinstag. Dann werden vermehrt themenspezifische Produkte angeboten. Auch Rabatt-Codes und Online-Gutscheine werden bereitgestellt.

## Vorteile
Eine Besonderheit von Online City ist, dass die Händler und Dienstleister sich nicht einzeln im Internet präsentieren, sondern auf einer gemeinsamen Plattform mit eigenem Profil auftreten. So können gemeinsame Werbemaßnahmen geschaltet werden. Durch gezielte Suchmaschinenoptimierung (SEO) werden einzelne Händler bei der Internet-Suche leichter gefunden, da sie in der Trefferliste weiter oben stehen. Zudem werden die Social-Media-Kanäle Facebook und Instagram sowie die Video-Plattform YouTube bespielt.

## ROPO-Effekte
Neben dem Online-Verkauf ergeben sich sogenannte ROPO-Effekte (Research Online Purchase Offline). Die Kunden informieren sich vorab online über das Produkt und die Verfügbarkeit und gehen dann in den Laden, um vor Ort einzukaufen.

## Offline-Aktionen
Neben dem gemeinsamen Auftritt im Internet finden auch gemeinsame Veranstaltungen der Online-City-Mitglieder statt. Zum Beispiel werden gemeinsame Lehrgänge zum Online-Handel und zur Digitalisierung besucht. Zudem findet monatlich ein Händlerstammtisch statt, bei dem sich die Mitglieder der Online City Wuppertal sowie potentiell interessierte Händler und Dienstleister austauschen können.
Auch auf Stadtfesten sind die Händler und Dienstleister gemeinsam vertreten, zum Beispiel beim Frühlingsfest auf dem Laurentiusplatz oder dem „Langen Tisch“.

## Mitgliedschaft
Die Grundgebühr, um Waren über Online City zu verkaufen, beträgt 50 Euro pro Monat. Wenn nur das Händlerprofil oder das Dienstleistungsangebot im Netz präsentiert werden soll und das allgemeine Leistungsangebot des Vereins in Anspruch genommen wird, beträgt der Vereinsbeitrag 25 Euro pro Monat.

## Artikel über Online City Wuppertal
- Daniela Zimmer: Händler loben Online City Wuppertal. In: Internet World Business, 28. Januar 2015, abgerufen am 18. Juli 2019
- Handelsjournal.de: Eine Stadt geht online. 4. Juli 2015, abgerufen am 18. Juli 2019
- Georg Sander: Start frei für die „Online City Wuppertal“. In: njuuz.de, 19. September 2014, abgerufen am 18. Juli 2019
- Viktor Gojdka: Einzelhändler wollen den Einkauf revolutionieren. In: Welt.de, 23. Mai 2015, abgerufen am 18. Juli 2019
- Wirtschaftsförderung Wuppertal: Online City Wuppertal startet mit F.O.R.U.M. neu durch. In: wf-wuppertal.de, 6. Dezember 2017, abgerufen am 18. Juli 2019
- Wirtschaftsförderung Wuppertal: „Online City Wuppertal“: Händler und Dienstleister übernehmen das Ruder. In: wf-wuppertal.de, 7. Juni 2019, abgerufen am 18. Juli 2019
- Wirtschaftsförderung Wuppertal: Online City Wuppertal: Aufbruch zu neuen Ufern. In: wf-wuppertal.de, 19. Juni 2019, abgerufen am 18. Juli 2019
- ARD-Mittagsmagazin: Online City: Wuppertaler Einzelhändler im Internet. In: YouTube, 19. Juli 2019, abgerufen am 18. Juli 2019